# オルト過ヨウ素酸ナトリウム
オルト過ヨウ素酸ナトリウム（オルトかヨウそさんナトリウム、Sodium orthoperiodate）とはオルト過ヨウ素酸のナトリウム塩で、化学式Na5IO6で表される。

## 生成
ヨウ素酸ナトリウムを分解する。
{\displaystyle {\ce {5NaIO3 -> 5Na5IO6\ + 9O2\ + I2}}}